# Vera Koedooder
Vera Koedooder (Hoorn, 31 d'octubre de 1983) és una ciclista neerlandesa, professional del 2003 al 2016. Ha combinat la carretera a amb el ciclisme en pista.

## Palmarès en ruta
- 2000
  -  Campiona dels Països Baixos júnior en contrarellotge
- 2001
  -  Campiona dels Països Baixos júnior en ruta
  -  Campiona dels Països Baixos júnior en contrarellotge
- 2003
  - 1a a l'Acht van Chaam
- 2007
  - 1a a la Parel van de Veluwe
- 2008
  - 1a a l'Acht van Chaam
- 2013
  - 1a al Gran Premi de Dottignies
  - 1a a l'Omloop van Borsele
  - Vencedora d'una etapa al Tour de Bretanya
- 2014
  - Vencedora d'una etapa a l'Energiewacht Tour

## Palmarès en pista
- 2000
  -  Campiona del món júnior en Puntuació
- 2001
  -  Campiona del món júnior en Persecució
- 2002
  -  Campiona d'Europa sub-23 en Puntuació
- 2008
  -  Campiona dels Països Baixos en Persecució
  -  Campiona dels Països Baixos en Puntuació
- 2009
  -  Campiona dels Països Baixos en Madison (amb Kirsten Wild)
- 2010
  -  Campiona dels Països Baixos en Òmnium
- 2015
  -  Campiona dels Països Baixos en Puntuació

### Resultats a laCopa del Món
- 2006-2007
  - 1a a Sydney, en Scratch
- 2009-2010
  - 1a a Pequín, en Scratch